# V337 Carinae
V337 Carinae (q Car) – gwiazda w gwiazdozbiorze Kila, znajdująca się w odległości około 658 lat świetlnych od Słońca.

## Nazwa
V337 Carinae to oznaczenie tej gwiazdy jako gwiazdy zmiennej. Ma ona także oznaczenie Bayera q Carinae (małą literą; Q Carinae to inna gwiazda).

## Charakterystyka
Jest to jasny olbrzym należący do typu widmowego K. Ma temperaturę 4400 K i jest 4660 razy jaśniejszy od Słońca. Jej promień jest 117 raza większy niż promień Słońca. Jeśli gwiazda dopiero zaczyna syntezę helu w węgiel w jądrze, to jej masa może być aż 8 raza większa niż masa Słońca, jeśli ten proces już trwa, to jest mniejsza, około 6,5 M☉. Gwiazda najprawdopodobniej zakończy życie odrzuciwszy otoczkę, jako biały karzeł o dużej masie, choć górne oszacowanie masy jest bliskie granicy, powyżej której następuje eksplozja supernowej. Jest to gwiazda zmienna nieregularna, jej obserwowana wielkość gwiazdowa waha się od 3,36 do 3,42m.
Gwiazda ma dwóch optycznych towarzyszy o wielkości 12,6 i 12,7m, oddalonych o 16,4 i 26 sekund kątowych, zaobserwowanych w latach 30. XX wieku. Gdyby gwiazdy te były związane z q Carinae, musiałyby być czerwonymi karłami oddalonymi o około 3400 i 5200 au i okrążającymi ją w czasie 65 i 130 tysięcy lat; najprawdopodobniej jednak sąsiedztwo jest przypadkowe.